# Nicholas Braun
Nicholas Joseph Braun (Bethpage, Nueva York; 1 de mayo de 1988) es un actor estadounidense, principalmente conocido por interpretar a Greg Hirsch en la serie de HBO Succession. También ha trabajado en las películas de Disney Channel Minutemen (2008) y Princess Protection Program (2009).

## Biografía
Es hijo del actor Craig Braun y de Elizabeth Lyle. Tiene un hermano menor, Christopher, y dos medio-hermanos mayores que él.
Estudió en la St. Mark's School en Massachusetts en el 2006 y también asistió al Occidental College, pero no pudo terminar sus cursos por su ocupada agenda.

## Filmografía

### Cine
| Año  |           | Título                          | Rol                     | Notas                         |
| ---- | --------- | ------------------------------- | ----------------------- | ----------------------------- |
| 2024 |           | Saturday Night                  | Andy Kaufman/Jim Henson |                               |
| 2023 |           | Cat Person                      | Robert                  |                               |
|      |           | Dream Scenario                  | Brian Berg              |                               |
| 2016 |           | How to Be Single                | Josh                    |                               |
| 2016 |           | Get a Job                       | Charlie                 |                               |
| 2016 |           | Good Kids                       | Andy                    |                               |
| 2015 |           | Poltergeist                     | Boyd                    |                               |
| 2015 |           | In a Relationship               | Matt                    |                               |
| 2014 |           | Date and Switch                 | Michael                 |                               |
| 2012 |           | The Watch                       | Jason                   |                               |
| 2012 |           | The Perks of Being a Wallflower | Derek                   |                               |
| 2011 |           | Chalet Girl                     | Nigel                   |                               |
| 2011 | Red State |                                 |                         |                               |
| 2011 |           | Prom                            | Lloyd                   |                               |
| 2009 |           | Love at First Hiccup            | Ernie                   |                               |
| 2009 |           | Princess Protection Program     | Edwin "Ed"              | Disney Channel Original Movie |
| 2008 |           | Minutemen                       | Zeke Thompson           | Disney Channel Original Movie |
| 2005 |           | Sky High                        | Zach Braun/Zack Attack  |                               |
| 2004 |           | Carry Me Home                   | Zeke                    |                               |

### Televisión
| Año       | Título                                   | Rol           |
| --------- | ---------------------------------------- | ------------- |
| 2018-2023 | Succession                               | Greg Hirsch   |
| 2011      | Brave New World                          | Matt Koutnick |
| 2011      | CSI: Crime Scene Investigation           | Neal Monroe   |
| 2009      | Three Rivers                             | Michael       |
| 2009-2010 | 10 Things I Hate About You               | Cameron James |
| 2008      | The Secret Life of the American Teenager | Empleado      |
| 2008      | Cold Case                                | Snow          |
| 2007      | Shark                                    | Craig         |
| 2006      | Without a Trace                          | Zander Marrs  |
| 2002      | Law & Order: Special Victims Unit        | Niño          |
| 2001      | Walter and Henry (película para TV)      | Henry         |